# Барановка (Московская область)
Бара́новка — деревня в городском округе Коломна Московской области. До 2017 года входила в состав Акатьевского сельского поселения Коломенского района. Население деревни не постоянное, по данным 2005 года в Барановке был прописан всего лишь 1 человек . Но последние годы деревня развивается — в ней по данным 2006 года 170 участков, на них построено 90 домов. Население — 107 чел. (2021).

## Расположение
Барановка расположена в центральной части района в 3 км к юго-западу от Коломны, в 2,5 км к югу от платформы Сычёво на железнодорожной ветке Коломна—Озёры Казанского направления Московской железной дороги. Расстояние до МКАД порядка 90 км.

## История
В последние годы советского времени деревня разваливалась и могла полностью исчезнуть. Наследием тех времён остались несколько домов — их окна и двери заколочены наглухо досками, сами дома вросли в землю по самые крыши, а приусадебные участки заросли.
В настоящий момент деревня активно развивается, за последние 5 — 7 лет[когда?]

 в ней появилось шесть улиц. Для того чтобы было легко ориентироваться в адресах, местные жители на деревенском сходе решили дать названия улицам и пронумеровать дома.

## Население
| 2002 | 2006 | 2010 | 2021 |
| ---- | ---- | ---- | ---- |
| 0    | ↗1   | ↗14  | ↗107 |

## Улицы
В настоящее время в Барановке имеется шесть улиц:
- Центральная — на въезде в деревню.
- Садовая — рядом с садовыми участками.
- Полевая — рядом с сельскохозяйственными полями.
- Озёрная — примыкает к озеру.
- Флотская — выходит к озеру Семёновскому, на этой улице живут три морских офицера в отставке, служивших на Тихоокеанском флоте, улица названа по их просьбе.
- Запрудная — обходит полукругом пруд, расположенный в центре деревни.

## Природа
Деревню окружают леса, богатые грибами. Рядом с деревней пруд и озеро, в которых можно свободно рыбачить.

## Достопримечательности
- Озеро Семёновское.
- Пруд в центре деревни. На берегу пруда установлен колокол, находящийся здесь «на всякий пожарный случай».
- Доска объявлений находится в центре деревни, здесь можно узнать самые последние новости — эти новости односельчанам сообщает староста.

## Транспорт

### Автобусы
Прямого автобусного населения с другими населёнными пунктами нет. Автобусная остановка находится в часе ходьбы от деревни на шоссе Коломна — Белые Колодези.

### Дороги
До Щепотьева проложен асфальт, от Щепотьева до Барановки дорога отсыпана горелой землёй. По деревне также имеются дороги, по которым могут ехать легковые автомобили. 3 Декабря 2014 года построили новую автомобильную дорогу Щепотьево-Барановка-Семеновское построили в кратчайшие сроки, на глазах жителей близлежащих деревень. Итогом стало двухполосная трасса протяжённостью 2,2 км и шириной 7 метров.

## Проблемы
- Деревня не газифицирована. Газификация возможна будет проведена в будущем[когда?]

[источник не указан 4629 дней] — в проекте прокладка газопровода из Семёновского в Большое Колычево, который пройдёт рядом с Барановкой.
- Слабое освещение на улицах, установлено только 4 светильника.
- Отсутствие прямого транспортного сообщения с другими населёнными пунктами.
- Нет магазина, а автолавка приезжает нерегулярно.
- Малая мощность электрического трансформатора.
- Отсутствуют дорожный указатель и уличные трафареты, но на них уже сделан заказ.[источник не указан 4629 дней]